# Henrique Santos
Henrique Silva Santos (ur. 21 marca 1908 w Funchal, zm. 23 lipca 1981 w New Haven) – portugalski lekkoatleta, uczestnik igrzysk olimpijskich w Amsterdamie w 1928 r.

## Występy na igrzyskach olimpijskich
Santos  wystartował raz na igrzyskach olimpijskich w 1928 r. Wziął udział w zmaganiach lekkoatletycznych. W dniu 1 sierpnia pobiegł w biegu na dystansie 3000 m z przeszkodami. W drugim biegu eliminacyjnym zajął szóste miejsce i nie awansował dalej. Po powrocie z igrzysk zaczął trenować szermierkę. W 1936 Santos przybył do Stanów Zjednoczonych, dołączając do New York Athletic Club. Zdobył tytuł mistrza Stanów Zjednoczonych w szpadzie w 1942.